# Dr Pepper
Dr Pepper — безалкогольний напій, що продається у Північній та Південній Америці, а також в Європі. Був розроблений та запатентований Чарльзом Алдертоном у 1885 році. Став продаватися на рік раніше за «Coca-Cola».
У США напій був офіційно представлений у 1904 році на всесвітній виставці Louisiana Purchase Exposition. Випускається компанією The Coca-Cola Company у Європі та Dr Pepper Snapple Group у США.
Класичний варіант напою має вишневий смак. Зараз існує декілька різновидів напою, наприклад дієтичний Dr Pepper та Dr Pepper з різними смаками, який був представлений у 2000-х роках.
В Україні Dr Pepper офіційно перестали продавати наприкінці 1990-х років. З початку 2020-х років продається в Україні в багатьох основних торгівельних мережах, наприклад у «Сільпо», «Фора», «Мегамаркет», «Ашан», «Rozetka», «Епіцентр К».

## Історія
У США напій офіційно представлений у 1904 році на Louisiana Purchase Exposition, як новий напій з 23 смаками.
Згідно з даними Бюро реєстрування патентів та торговельних марок США напій був запатентований 1 грудня 1904 року.
Напій розробив фармацевт з Брукліну, на ім'я Чарльз Алдертон, коли працював у Morrison's Old Corner Drug Store у місті Вейко. Першим, хто скуштував новий напій був власник аптеки Вайд Соррісон, якому напій сподобався. Саме він назвав його Dr Pepper.

## Продукція
Список продуктів, що випускаються Schweppes International Limited в Україні:
- Dr Pepper — газований безалкогольний напій із виразним і незвичайним смаком — вишневий із відтінком мигдалю.
- Dr Pepper Diet — газований безалкогольний напій з оригінальним смаком улюбленого Dr Pepper і зі зменшеним вмістом цукру.
- Dr Pepper Cherry — газований безалкогольний напій із виразним і насиченим вишнево-карамельним смаком.
- Dr Pepper Canada Dry Ginger Ale — газований безалкогольний напій з оригінальним і незабутнім смаком імбирного елю.

## У масовій культурі
- Цей напій полюбляв Форрест Ґамп — головний герой однойменного фільму.
- Компанія Dr Pepper у 2008 році пообіцяла безкоштовний напій кожному американцю, крім колишніх гітаристів Слеша і Бакетхеда, якщо група Guns N' Roses випустить у 2008 році свій довгоочікуваний альбом «Chinese Democracy». Альбом вийшов 23 листопада 2008 року.
- Напій можна побачити в телесеріалі «Теорія великого вибуху», анімаційному серіалі «Штейнова брама», почути його назву в серіалі «Клініка» і «90210».
- Був улюбленим напоєм Ейзи Голмс — героїні книги Джона Гріна «Черепахи аж донизу»
- Був улюбленим напоєм Келвіна Веббера (актор Крістофер Вокен), головного героя фільму "Вибух з минулого", який вживав його гарячим.